# Поклонение пастухов (картина Рубенса)
«Поклонение пастухов (Ночь)» — картина Питера Пауля Рубенса из собрания Государственного Эрмитажа.

## Сюжет картины
Картина иллюстрирует собой один из популярнейших евангельских сюжетов, связанный с Рождеством. Вот что об этом говорится в Евангелии:

Когда Ангелы отошли от них на небо, пастухи сказали друг другу: пойдем в Вифлеем и посмотрим, что там случилось, о чем возвестил нам Господь. И, поспешив, пришли и нашли Марию и Иосифа, и Младенца, лежащего в яслях. Увидев же, рассказали о том, что было возвещено им о Младенце Сем. И все слышавшие дивились тому, что рассказывали им пастухи. А Мария сохраняла все слова сии, слагая в сердце Своем. И возвратились пастухи, славя и хваля Бога за все то, что слышали и видели, как им сказано было.

## История создания
Полотно является эскизом-моделло (изображением уменьшенного формата для демонстрации заказчику) алтарной картины, заказанной Рубенсу в феврале 1608 года для церкви ордена ораторианцев Сан-Спирито в Фермо. Эскиз создан в промежуток между 9 марта (когда Рубенсу был выплачен аванс за работу) и началом мая 1608 года (к этому времени Рубенс приступил уже к работе непосредственно над картиной в церкви).
Заказчик картины ректор ораторианцев Фламминио Риччи в письме от 12 марта 1608 года дал художнику весьма лестную рекомендацию: 

…я не хотел уточнять композицию и другие частности, касающиеся фигур и качества картины, ибо таково было мнение о художнике, что лучше будет оставить всё на его волю, так как он сейчас находится накануне большой славы.

Прообразом эрмитажной картины считается работа Корреджо «Поклонение пастухов», которую Рубенс мог видеть в церкви Сан-Просперо в Реджо-нель-Эмилия (ныне хранится в Галерее старых мастеров в Дрездене), которая и по композиции и по выстраиванию отдельных элементов очень близка к рубенсовской. М. Я. Варшавская писала: «динамика и эмоциональность образов Корреджо чувствуются сильнее, чем в готовой картине: подчеркнута диагональ общего движения слева в глубину, фигуры теснее сдвинуты вокруг яслей и целиком включены в поток света, исходящий от младенца, тогда как в алтарном образе фигуры, выхватываемые светом из темноты, воспринимаются каждая отдельно». Также в картине заметно влияние Караваджо: старушка с молитвенно поднятыми руками является переработкой фигуры старушки с картины «Мадонна ди Лорето» (церковь Сант-Агостино, Рим).
Картина была приобретена императрицей Екатериной II в 1769 году вместе со всей коллекцией Генриха фон Брюля и наряду с коллекцией Гоцковского легла в основу Эрмитажного собрания живописи.  По неизвестной причине на сайте Эрмитажа сказано что картина была приобретена в 1834 году у Гесслера в Кадисе.
Известен предварительный рисунок пером к картине, на котором изображены два пастуха и человек в тюрбане, который хранится в Амстердамском историческом музее.
По возвращении из Италии Рубенс в период 1609—1612 годов сделал с изменениями повторение алтарной картины из Фермо, которая находится в Антверпене в церкви Св. Павла.

## Вопрос авторства
При поступлении картина была атрибутирована как работа Корнелиса Схюта, в Эрмитажном каталоге 1902 года указывалось авторство Якоба Йорданса, хотя еще 1893 году руководитель Берлинской картинной галереи В. фон Боде писал хранителю Эрмитажа А. И. Сомову что авторство картины принадлежит Рубенсу. Версия Боде получила подтверждение в 1927 году, когда итальянский искусствовед Р. Лонги опубликовал репродукцию алтарного образа работы Рубенса из церкви Сан-Спирито. Окончательно все сомнения в авторстве Рубенса исчезли в 1963 году после опубликования документов из архиепископского архива в Фермо, имеющих отношение к обстоятельствам заказа картины. В настоящее время авторство Рубенса считается бесспорным.

## Галерея

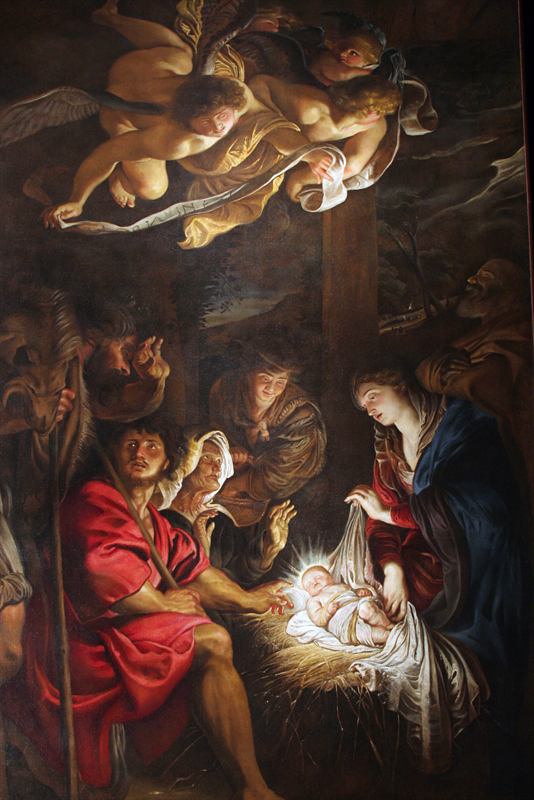
Рубенс. «Поклонение пастухов». 1608. Окончательный вариант. 300 × 192 см. Палаццо-деи-Приори, Фермо.
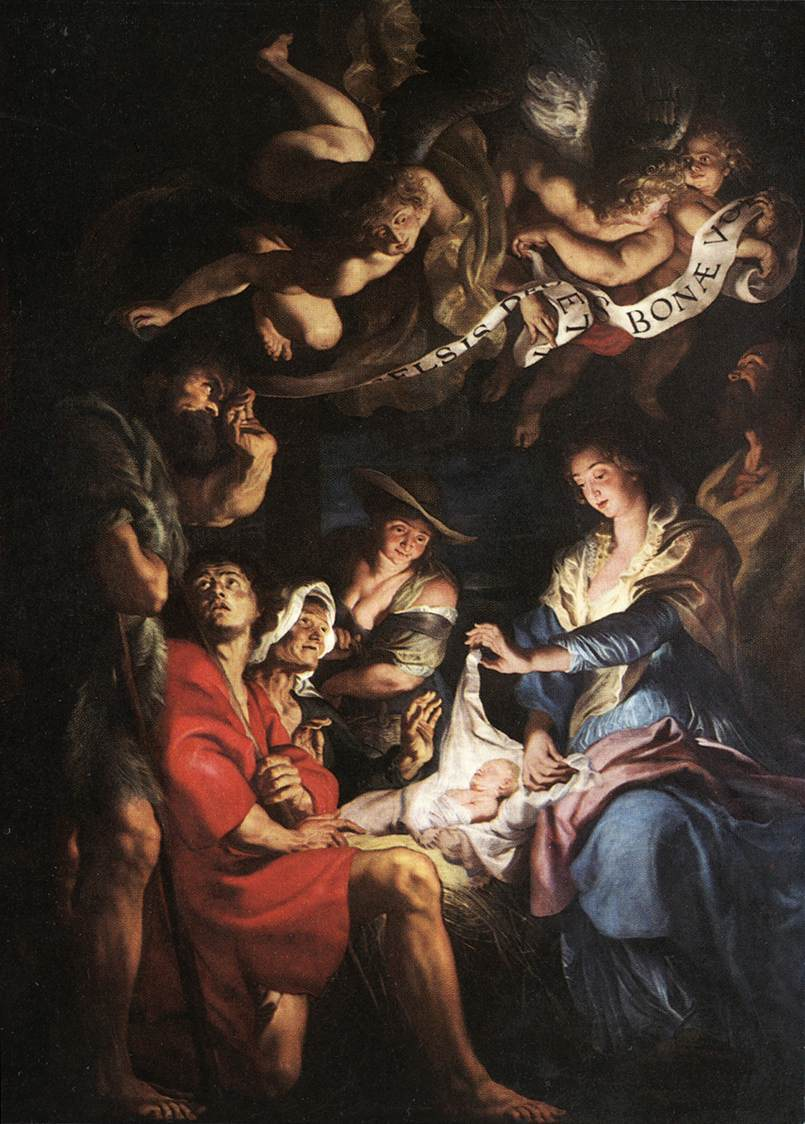
Рубенс. «Поклонение пастухов». ок. 1609—1612. Авторское повторение. Церковь Святого Павла, Антверпена.
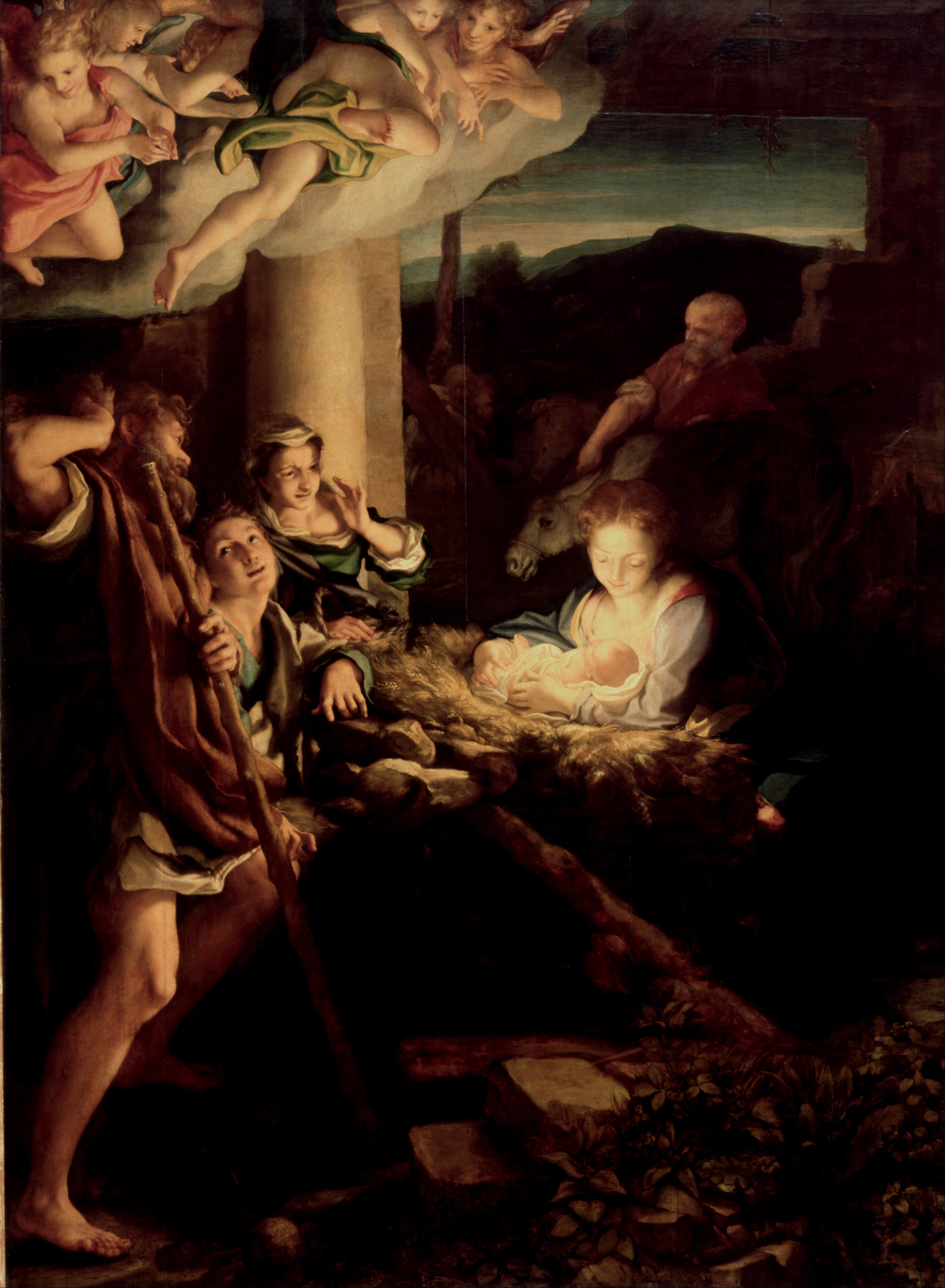
Корреджо. «Поклонение пастухов». 1522—1530. Галерея старых мастеров, Дрезден.
Караваджо. «Мадонна ди Лорето». 1604—1606. Церковь Сант-Агостино, Рим.